# Афанасьев, Андрей Владимирович
Андрей Владимирович Афанасьев (30 октября 1914, Петроград — 20 января 1983, Москва) — советский архитектор. Дважды лауреат премии Совета Министров СССР (1973, 1974).

## Биография

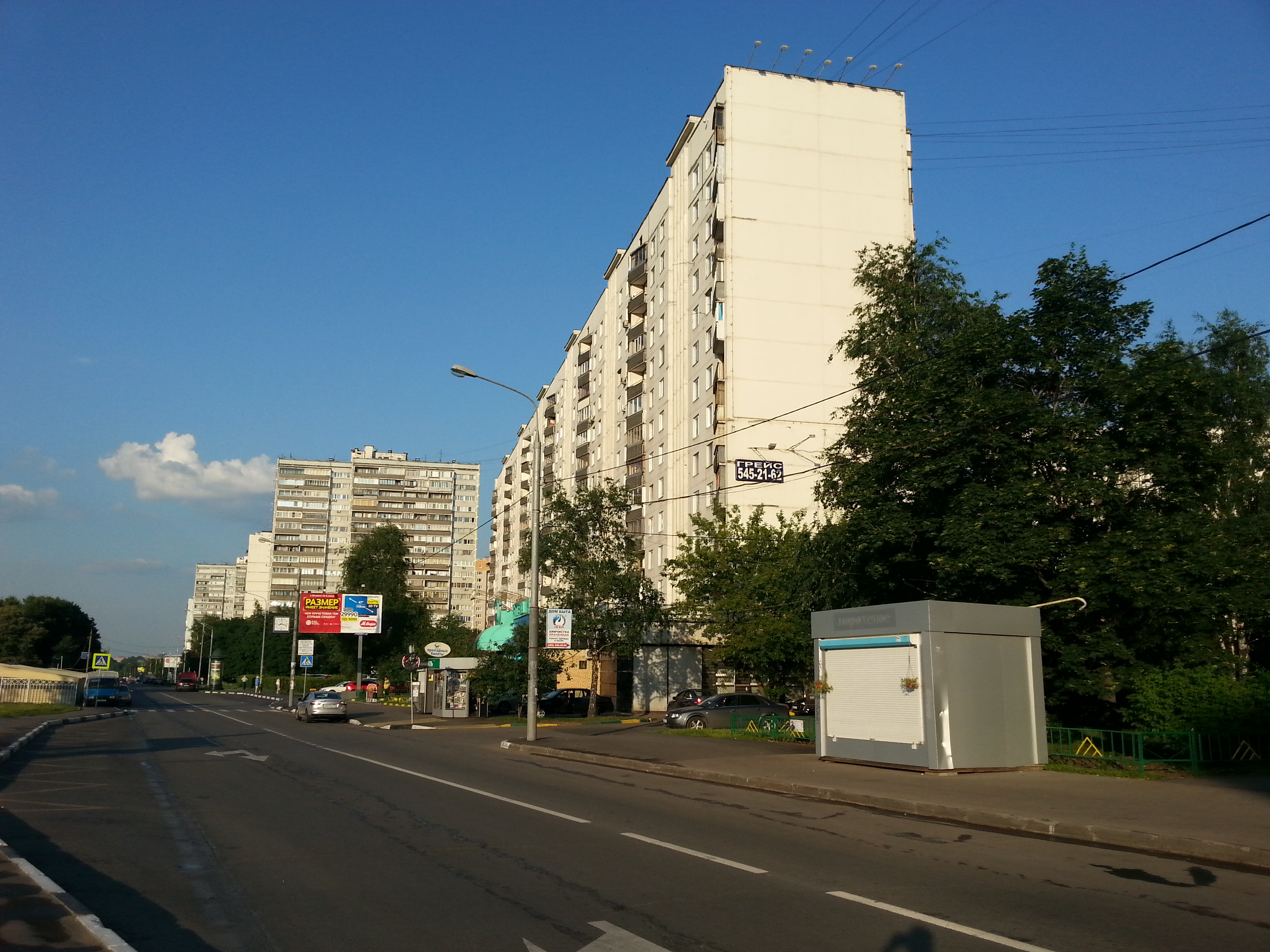
Застройка Давыдкова (Славянский бульвар)

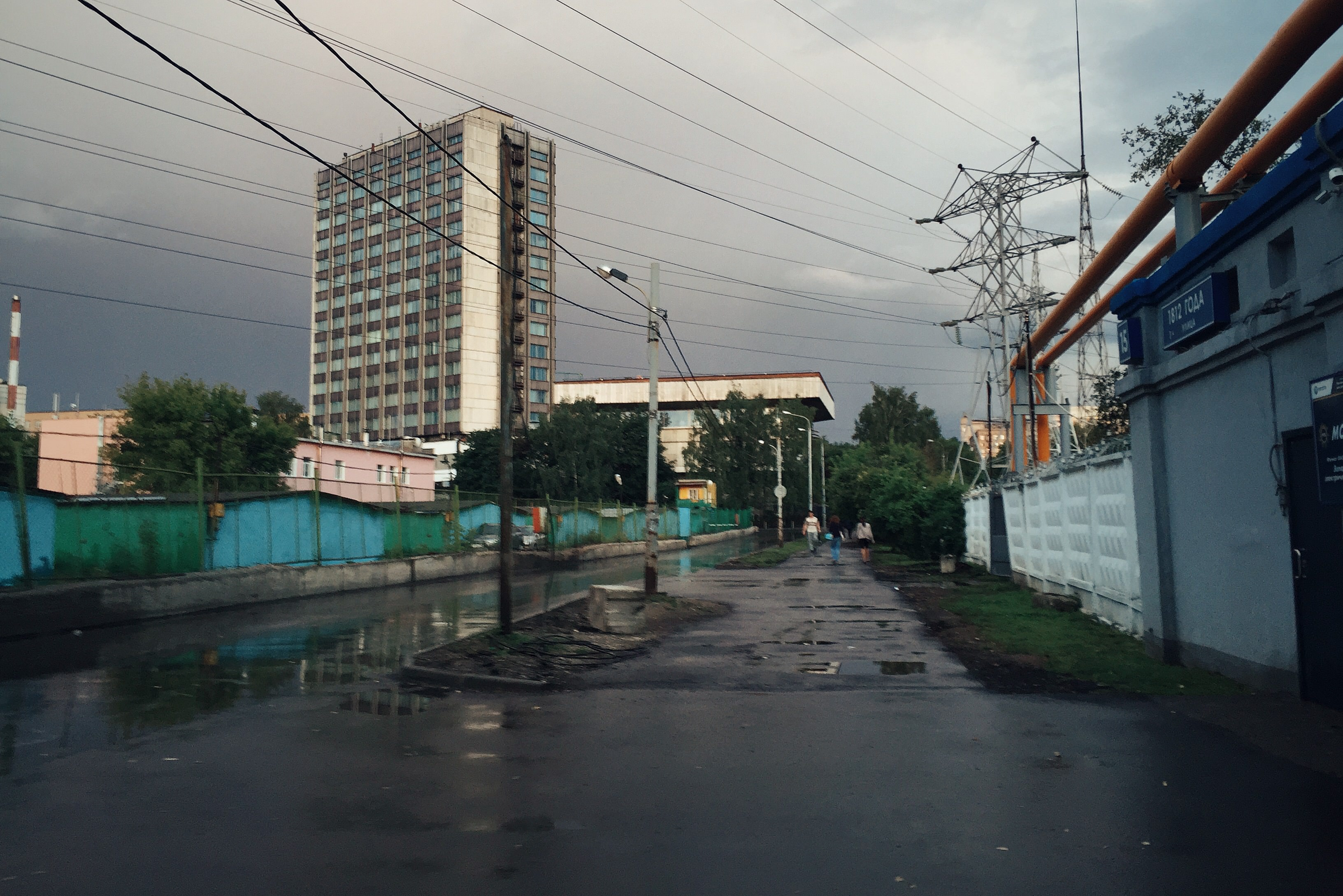
Административное здание Министерства финансов СССР на улице 1812 года

Родился 30 октября 1914 года в Петрограде. Жил по адресу: проспект Римского-Корсакова, дом 65. В 1935 году поступил в Ленинградский институт живописи, скульптуры и архитектуры. В 1943 году окончил институт, защитив на отлично диплом на тему «Военный санаторий в Ургуте».
С 1944 года работал под руководством архитектора В. Г. Гельфрейха. В 1946 году вступил в Союз архитекторов СССР. По проектам А. В. Афанасьева был выполнен интерьер зала геолого-географических наук библиотеки имени В. И. Ленина в Москве и построено здание Центрального Комитета Компартии Туркменской ССР в Ашхабаде (1954, совместно с Е. А. Раевской). Совместно с Г. В. Щуко спроектировал и построил жилой дом кооператива «Медик» в Москве (Новопесчаная улица, 3к1).
С 1950-х годов работал в Моспроекте. Руководил бригадой проектировщиков мастерской № 4, в которую входили также Е. А. Раевская, Н. В. Шпор и Ю. П. Самофалов. Разрабатывал проекты планировки и застройки новых районов Москвы, активно занимался внедрением индустриальных методов домостроения. По инициативе А. В. Афанасьева был усовершенствован типовой проект дома Гипростройиндустрии: сделана плоская кровля с внутренними водостоками, свайное основание, изменён внешний вид балконов и входов, добавлены лоджии. Он часто бывал на Очаковском заводе железобетонных изделий № 12, где работал над обеспечением наибольшей сборности и заводской готовности типовых домов серии 1605-АМ.
В конце 1950-х — середине 1960-х годов бригада А. В. Афанасьева застраивала кварталы 58, 59 и 69 в районе Фили-Мазилово. В квартале 20 на Рублёвском шоссе наряду с типовыми корпусами серии 1605-АМ строились дома с лоджиями, спроектированными в бригаде А. В. Афанасьева. В качестве типового проекта эти дома было также решено строить в Беляево-Богородском. Под руководством А. В. Афанасьева также застраивался квартал 18 на Рублёвском шоссе. За застройку этих районов возглавляемый А. В. Афанасьевым коллектив был удостоен премии и диплома Госстроя СССР (1964), диплома первой степени и серебряной медали ВДНХ (1969).
Следующей крупной работой бригада А. В. Афанасьева стала застройка Давыдкова. Здесь были применены опробованные ранее крупнопанельные дома второго домостроительного комбината, имевшие 9 и 12 этажей, а также 13- и 19-этажные дома других серий. В 1973 году по проекту А. В. Афанасьева было построено административное здание Министерства финансов СССР на улице 1812 года. Застройка Давыдкова и административное здание на улице 1812 года были отмечены премиями Совета Министров СССР за 1973 и 1974 годы соответственно.
Среди других работ А. В. Афанасьева первой половины 1970-х годов: комплекс рыболовно-охотничей базы на Иваньковском водохранилище, «здание-трилистник» в Кунцеве, реконструкция школы (улица Чайковского, 13). В составе группы архитекторов под руководством Д. Н. Чечулина он занимался проектированием Дома Советов РСФСР.
Увлекался горнолыжным спортом. Умер 20 января 1983 года.

## Награды
- Премия Совета Министров СССР (1973) — за проектирование и строительство жилого комплекса вдоль Минского шоссе в Давыдкове (в составе коллектива)[10]
- Премия Совета Министров СССР (1974) — за проектирование и строительство административного комплекса на улице 1812 года (в составе коллектива)[4]

## Цитаты
Никакое, даже самое интересное сооружение, не может дать такого удовлетворения, как проектирование и строительство целого ансамбля домов, когда мыслишь не отдельными объёмами, а целыми пространственными категориями, когда от твоей воли зависит не облик отдельного здания, а судьба части города, удобство жизни сотен тысяч людей.А. В. Афанасьев